# Virginia (Illinois)
Virginia es una ciudad ubicada en el condado de Cass en el estado estadounidense de Illinois. En el Censo de 2010 tenía una población de 1611 habitantes y una densidad poblacional de 504,06 personas por km².

## Geografía
Virginia se encuentra ubicada en las coordenadas 39°57′8″N 90°12′40″O / 39.95222, -90.21111. Según la Oficina del Censo de los Estados Unidos, Virginia tiene una superficie total de 3.2 km², de la cual 3.05 km² corresponden a tierra firme y (4.62%) 0.15 km² es agua.

## Demografía
Según el censo de 2010, había 1611 personas residiendo en Virginia. La densidad de población era de 504,06 hab./km². De los 1611 habitantes, Virginia estaba compuesto por el 97.89% blancos, el 0.56% eran afroamericanos, el 0.25% eran amerindios, el 0.25% eran asiáticos, el 0% eran isleños del Pacífico, el 0.19% eran de otras razas y el 0.87% pertenecían a dos o más razas. Del total de la población el 2.23% eran hispanos o latinos de cualquier raza.